# 立山町立日中上野小学校
立山町立日中上野小学校（たてやまちょうりつ にっちゅううわのしょうがっこう）は富山県中新川郡立山町にある公立小学校。
2019年4月より休校し、その後廃校となった。2025年を目処に前田薬品工業が休校中の校舎を利用してサテライトオフィスのニーズにも対応した国際人養成校の開設を目指し、2021年夏から実証実験を始める予定で、また、廃校を国際人材育成校などの複合施設に再生するプロジェクトの第1弾として、2023年初夏をめどに校舎を改装し、飲食店（本場のスパイスを使用した料理を提供）とコアーキングスペースをオープンさせる予定であったが、いずれも実現していない。なお、校舎を複合施設に改装するプロジェクトは進んでいる。

## 沿革
- 1884年（明治17年）[5]3月 - 日中上野小学校として創立。同年11月、名倫小学校と改称[5]。
- 1886年（明治19年） - 小学校令により簡易小学校となる[5]。
- 1892年（明治25年） - 日中上野尋常小学校と改称[5]。
- 1893年（明治26年）
  - 2月 - 大雪で校舎破壊、一時民家を借りる[5]。
  - 6月 - 校舎新築[5]。
- 1902年（明治35年） - 未曽有の凶作のため2部制授業[5]。
- 1911年（明治44年） - 11月3日の天長節を祝し、初めて学校単独の運動会を開く[5]。
- 1920年（大正9年） - 日中上野尋常高等小学校となる[5]。
- 1928年（昭和3年） - 校舎改築拡張工事竣工[5]。
- 1954年（昭和29年）1月 - 現校名である立山町立日中上野小学校に改称。
- 1983年（昭和58年）
  - 1月 - 児童が新校舎に移転し、授業開始[6]。
  - 3月1日 - 鉄筋コンクリート3階建ての校舎（延床面積2,150m2、各階に普通教室の2/3の面積のワークルームを設置、総事業費約3億3,400万円）の完成式[6][3]。
- 1999年（平成11年）12月22日 - 体育館（鉄筋コンクリート造延床面積750m2、うち体育館575m2、ステージ64m2など）の完成式を挙行[7]。
- 2002年（平成14年）- 立山町立谷口小学校を統合。
- 2004年（平成16年）- 立山町立東峰小学校を統合。
- 2016年（平成28年） - 全学年で複式学級となる[8]。
- 2019年（平成31年）3月22日 - 児童数減少に伴い休校[9]。以降生徒は立山町立高野小学校へ通学となる[10]。
- 2021年（令和3年）までに廃校[2]
- 2024年（令和6年）7月1日 - 校舎とプールを前田薬品工業に無償譲渡[4]。

## 通学区域
日中、柴山、野沢、日中上野、福田、上中、下白岩、石坂、四谷尾、谷口、虫谷、白岩、六郎谷、目桑、谷、伊勢屋、長倉、小又、松倉、座主坊

## 進学先
- 立山町立雄山中学校

## 周辺
- 富山県道157号寺坪上市線
- ヘルジアンウッド（前田薬品工業の関連会社が運営する体験型施設）[3]